# Gmina Bojnik
Gmina Bojnik (serb. Opština Bojnik / Општина Бојник) – gmina w Serbii, w okręgu jablanickim. W 2018 roku liczyła 10 176 mieszkańców.